# Evanòrides
Evanòrides (en llatí Evanoridas, en grec antic Εὐανορίδας) fou un esportista d'Elis.
Pausànies diu que va guanyar un premi als Jocs olímpics i un altre als Jocs nemeus. Més tard va ser elegit Hel·lanòdica (Ἑλλανοδίκης) o jutge dels Jocs Olímpics a Elis.
Segons Polibi, va ser fet presoner per Licos de Fares el general suprem de la Lliga Aquea, el 217 aC, quan aquest va derrotar a Eurípides de la Lliga Etòlia que havia estat enviat a Elis per substituir en el comandament a Pírries (Pyrrhias).